# HD 139915
HD 139915，又名CP-59 6257，SAO 253269、HR 5836，是一颗恒星，视星等为6.48，位于銀經322.79，銀緯-4.25，其B1900.0坐标为赤經15h 35m 37.4s，赤緯-59° -4.25′ 2″。